# Винеторешть
Винеторешть, Винеторешті (рум. Vânătorești) — село у повіті Сату-Маре в Румунії. Входить до складу комуни Одореу.
Село розташоване на відстані 446 км на північний захід від Бухареста, 9 км на північний схід від Сату-Маре, 125 км на північ від Клуж-Напоки.

## Населення
За даними перепису населення 2002 року у селі проживали 15 осіб, з них 13 осіб (86,7%) румунів. Рідною мовою 13 осіб (86,7%) назвали румунську.